# Молодіжна збірна Алжиру з футболу
Молодіжна збі́рна Алжи́ру з футбо́лу (араб. منتخب الجزائر تحت 20 سنة لكرة القدم) — футбольна команда, складена з гравців віком до 20 років, що представляє Алжир на міжнародних змаганнях. Керівна організація — Алжирська федерація футболу.

## Досягнення
- Юнацький (U-20) чемпіонат Африки: 1
  -  Чемпіон (1): 1979
  -  Бронзовий призер: 1981, 1983, 1989
- Молодіжний чемпіонат світу
  - Чвертьфінал: 1979

## Результати

### Молодіжний чемпіонат світу
| Молодіжний чемпіонат світу | Молодіжний чемпіонат світу     | Молодіжний чемпіонат світу     | Молодіжний чемпіонат світу     | Молодіжний чемпіонат світу     | Молодіжний чемпіонат світу     | Молодіжний чемпіонат світу     | Молодіжний чемпіонат світу     | Молодіжний чемпіонат світу     |
| Участей: 1                 | Участей: 1                     | Участей: 1                     | Участей: 1                     | Участей: 1                     | Участей: 1                     | Участей: 1                     | Участей: 1                     | Участей: 1                     |
| Рік                        | Раунд                          | Місце                          | І                              | В                              | Н                              | П                              | ГЗ                             | ГП                             |
| -------------------------- | ------------------------------ | ------------------------------ | ------------------------------ | ------------------------------ | ------------------------------ | ------------------------------ | ------------------------------ | ------------------------------ |
| 1977                       | Не кваліфікувалась             | Не кваліфікувалась             | Не кваліфікувалась             | Не кваліфікувалась             | Не кваліфікувалась             | Не кваліфікувалась             | Не кваліфікувалась             | Не кваліфікувалась             |
| 1979                       | Чвертьфінал                    | 7                              | 4                              | 1                              | 2                              | 1                              | 2                              | 6                              |
| 1981                       | Не кваліфікувалась             | Не кваліфікувалась             | Не кваліфікувалась             | Не кваліфікувалась             | Не кваліфікувалась             | Не кваліфікувалась             | Не кваліфікувалась             | Не кваліфікувалась             |
| 1983                       | Не кваліфікувалась             | Не кваліфікувалась             | Не кваліфікувалась             | Не кваліфікувалась             | Не кваліфікувалась             | Не кваліфікувалась             | Не кваліфікувалась             | Не кваліфікувалась             |
| 1985                       | Не кваліфікувалась             | Не кваліфікувалась             | Не кваліфікувалась             | Не кваліфікувалась             | Не кваліфікувалась             | Не кваліфікувалась             | Не кваліфікувалась             | Не кваліфікувалась             |
| 1987                       | Не кваліфікувалась             | Не кваліфікувалась             | Не кваліфікувалась             | Не кваліфікувалась             | Не кваліфікувалась             | Не кваліфікувалась             | Не кваліфікувалась             | Не кваліфікувалась             |
| 1989                       | Не кваліфікувалась             | Не кваліфікувалась             | Не кваліфікувалась             | Не кваліфікувалась             | Не кваліфікувалась             | Не кваліфікувалась             | Не кваліфікувалась             | Не кваліфікувалась             |
| 1991                       | Не кваліфікувалась             | Не кваліфікувалась             | Не кваліфікувалась             | Не кваліфікувалась             | Не кваліфікувалась             | Не кваліфікувалась             | Не кваліфікувалась             | Не кваліфікувалась             |
| 1993                       | Не кваліфікувалась             | Не кваліфікувалась             | Не кваліфікувалась             | Не кваліфікувалась             | Не кваліфікувалась             | Не кваліфікувалась             | Не кваліфікувалась             | Не кваліфікувалась             |
| 1995                       | Не кваліфікувалась             | Не кваліфікувалась             | Не кваліфікувалась             | Не кваліфікувалась             | Не кваліфікувалась             | Не кваліфікувалась             | Не кваліфікувалась             | Не кваліфікувалась             |
| 1997                       | Не кваліфікувалась             | Не кваліфікувалась             | Не кваліфікувалась             | Не кваліфікувалась             | Не кваліфікувалась             | Не кваліфікувалась             | Не кваліфікувалась             | Не кваліфікувалась             |
| 1999                       | Не кваліфікувалась             | Не кваліфікувалась             | Не кваліфікувалась             | Не кваліфікувалась             | Не кваліфікувалась             | Не кваліфікувалась             | Не кваліфікувалась             | Не кваліфікувалась             |
| 2001                       | Не кваліфікувалась             | Не кваліфікувалась             | Не кваліфікувалась             | Не кваліфікувалась             | Не кваліфікувалась             | Не кваліфікувалась             | Не кваліфікувалась             | Не кваліфікувалась             |
| 2003                       | Не кваліфікувалась             | Не кваліфікувалась             | Не кваліфікувалась             | Не кваліфікувалась             | Не кваліфікувалась             | Не кваліфікувалась             | Не кваліфікувалась             | Не кваліфікувалась             |
| 2005                       | Не кваліфікувалась             | Не кваліфікувалась             | Не кваліфікувалась             | Не кваліфікувалась             | Не кваліфікувалась             | Не кваліфікувалась             | Не кваліфікувалась             | Не кваліфікувалась             |
| 2007                       | Не кваліфікувалась             | Не кваліфікувалась             | Не кваліфікувалась             | Не кваліфікувалась             | Не кваліфікувалась             | Не кваліфікувалась             | Не кваліфікувалась             | Не кваліфікувалась             |
| 2009                       | Не кваліфікувалась             | Не кваліфікувалась             | Не кваліфікувалась             | Не кваліфікувалась             | Не кваліфікувалась             | Не кваліфікувалась             | Не кваліфікувалась             | Не кваліфікувалась             |
| 2011                       | Не кваліфікувалась             | Не кваліфікувалась             | Не кваліфікувалась             | Не кваліфікувалась             | Не кваліфікувалась             | Не кваліфікувалась             | Не кваліфікувалась             | Не кваліфікувалась             |
| 2013                       | Не кваліфікувалась             | Не кваліфікувалась             | Не кваліфікувалась             | Не кваліфікувалась             | Не кваліфікувалась             | Не кваліфікувалась             | Не кваліфікувалась             | Не кваліфікувалась             |
| 2015                       | Не кваліфікувалась             | Не кваліфікувалась             | Не кваліфікувалась             | Не кваліфікувалась             | Не кваліфікувалась             | Не кваліфікувалась             | Не кваліфікувалась             | Не кваліфікувалась             |
| 2017                       | Не кваліфікувалась             | Не кваліфікувалась             | Не кваліфікувалась             | Не кваліфікувалась             | Не кваліфікувалась             | Не кваліфікувалась             | Не кваліфікувалась             | Не кваліфікувалась             |
| 2019                       | Не кваліфікувалась             | Не кваліфікувалась             | Не кваліфікувалась             | Не кваліфікувалась             | Не кваліфікувалась             | Не кваліфікувалась             | Не кваліфікувалась             | Не кваліфікувалась             |
| 2021                       | Не кваліфікувалась (скасовано) | Не кваліфікувалась (скасовано) | Не кваліфікувалась (скасовано) | Не кваліфікувалась (скасовано) | Не кваліфікувалась (скасовано) | Не кваліфікувалась (скасовано) | Не кваліфікувалась (скасовано) | Не кваліфікувалась (скасовано) |
| 2023                       | Не кваліфікувалась             | Не кваліфікувалась             | Не кваліфікувалась             | Не кваліфікувалась             | Не кваліфікувалась             | Не кваліфікувалась             | Не кваліфікувалась             | Не кваліфікувалась             |
| 2025                       | Не кваліфікувалась             | Не кваліфікувалась             | Не кваліфікувалась             | Не кваліфікувалась             | Не кваліфікувалась             | Не кваліфікувалась             | Не кваліфікувалась             | Не кваліфікувалась             |
| Всього                     | Чвертьфінал                    | 1/18                           | 4                              | 1                              | 2                              | 1                              | 2                              | 6                              |

### Молодіжний чемпіонат Африки
- 1979 — Переможець
- 1981 — Третє місце
- 1983 — Третє місце
- 1985 — Перший раунд
- 1987 — Не брала участі
- 1989 — Третє місце
- 1991 — Кваліфікувалась[1]
- 1993—2011 — не кваліфікувались
- 2013 — Груповий етап
- 2015—2023 — не кваліфікувались